# Koncepcióalbum
A koncepcióalbum (vagy konceptalbum) olyan zenei album, amely egy adott gondolat, érzelem, hangulat, filozófiai elképzelés vagy fikciós eseménysorozat zenei albumon történő feldolgozását jelenti. Fontos jellemzője, hogy az albumon szereplő zeneszámok külön-külön is megállják helyüket, egyben viszont az egész album egy teljes „képet”, történetet alakít ki. Nem csak zenei, hanem grafikai, filmművészeti, és akár irodalmi mű-összességet is alkothat.

## Története
Az első koncepcióalbumnak Frank Sinatra 1955-ben megjelent In the Wee Small Hours című nagylemezét tartják, melynek dalai – egytől egyig balladák – a korszak egyéb albumaitól eltérően nem a korábban kislemezen kiadott számok gyűjteménye volt, hanem kifejezetten egy adott koncepció szerint íródtak, ehhez az albumhoz. Az In the Wee Small Hours dalai a késő éjszaka az emberre rátörő elszigeteltség és szerelmi bánat témáját járják körül, melyet a lemezborító is tovább erősít.
A Rocktörténelem első koncepcióalbumának, a The Beach Boys 1963-as nagylemezét, a Little Deuce Coupe-ot tartják, mivel minden száma (kivéve a Be True To Your School amiben csak megemlítik) az autókról szól, valamint Amerika automobil kultúrájáról.
2006-ban a Rolling Stone, 2009-ben pedig a Guitar World magazin állította össze a maga listáját a 10 legjobb koncepcióalbumról. A mindkét listán szereplő öt nagylemez:
- The Who – Tommy (1969)
- Pink Floyd – The Wall (1979)
- Genesis – The Lamb Lies Down on Broadway (1974)
- Green Day – American Idiot (2004)
- Pretty Things – S.F. Sorrow (1968)

## Lásd még
- Kategória:Koncepcióalbumok